# لورين إليسون
لورين إليسون (بالإنجليزية: Lorraine Ellison)‏ هي مغنية مؤلفة وملحنة أمريكية، ولدت في 17 مارس 1931 في فيلادلفيا في الولايات المتحدة، وتوفيت في 31 يناير 1983 بسبب سرطان وسرطان المبيض.

## وصلات خارجية
- لورين إليسون على موقع IMDb (الإنجليزية)
- لورين إليسون على موقع ميوزك برينز (الإنجليزية)
- لورين إليسون على موقع أول ميوزيك (الإنجليزية)
- لورين إليسون على موقع ديسكوغز (الإنجليزية)